# Valeria jaspidea
Valeria jaspidea là một loài bướm đêm trong họ Noctuidae.